# 竇文濤
窦文涛（1967年8月21日—）是一位凤凰卫视的主持人。现主持优酷看理想原创节目《圆桌派》。因主持著名谈话节目《锵锵三人行》而令人熟知。因其幽默诙谐、随性不羁的主持风格，广受华人观众的喜爱和好评。

## 生平
1967年出生于河北省石家庄市，祖籍山东章丘，18岁之前一直生活在石家庄，初中时在石家庄二十三中, 高中时在石家庄市第一中学就读，1985年考入武汉大学新闻系，1989年毕业。曾供职于广东人民广播电台7年。1996年3月加入凤凰卫视，到香港工作。曾主持过娱乐资讯节目《相聚凤凰台》、新闻节目《时事直通车》，1998年推出闲谈节目《锵锵三人行》。2003年开始主持法制节目《文涛拍案》, 已停播。2013年与中国中央电视台的财经频道合作推出脱口秀类节目《滔滔不绝》, 已停播。2016年与优酷网的《看理想》系列合作推出谈话节目《圆桌π》。2017年9月12日谈话节目《锵锵三人行》被停播。2018年9月13日《锵锵行天下》在腾讯视频开播，每周日更新一集共12集。2021年2月20日起新制作的行走对谈节目《锵锵行天下》第二季在凤凰卫视中文台及凤凰秀APP播出。
窦文涛在供职于广东人民广播电台期间曾获中国新闻奖一等奖，被评选为全国广播电视十佳节目主持人并获「金话筒」奖。2004年被中国电视艺术家协会主持人专业委员会评为“年度最佳电视谈话主持人”；同年他在《新周刊》评选的“15年来中国最有价值的电视节目主持人”中排名第三，并在“2004年度中国电视排行榜”中获选为“最佳谈话节目主持人”。

## 主持风格
窦文涛主持风格随性、轻松惹笑。且利用香港电视节目尺度比内地电视节目宽松的特点，经常在节目中打擦边球。

## 主要作品
- 1996年起，娱乐圈节目《相聚凤凰台》(已停播)
- 1997年起，新闻节目《时事直通车》(已离职)
- 1998年起，闲谈节目《锵锵三人行》(已停播)
- 2003年起，法制节目《文涛拍案》(已停播)
- 2013年起，脱口秀类节目《滔滔不绝》(已停播)
- 2016年起，谈话节目《圆桌派》
- 2018年起，闲谈节目《锵锵行天下》